# Lijst van rijksmonumenten in Vaals (plaats)
De plaats Vaals telt 74 inschrijvingen in het rijksmonumentenregister. Hieronder een overzicht.
| Object                                                                                    | Oorspronkelijke functie?  | Bouwjaar                                                                | Architect                      | Locatie                                                        | Coördinaten?                  | Nr.?   | Afbeelding                                                        |
| ----------------------------------------------------------------------------------------- | ------------------------- | ----------------------------------------------------------------------- | ------------------------------ | -------------------------------------------------------------- | ----------------------------- | ------ | ----------------------------------------------------------------- |
| Bakstenen vakwerkhuis van twee bouwlagen onder met pannen gedekt zadeldak                 | Woonhuis                  | 19e eeuw                                                                |                                | Von Clermontplein 8                                            | 50° 46' 11" NB, 6° 1' 9" OL   | 355806 | Meer afbeeldingen                                                 |
| Voormalige waalse kerk, van baksteen                                                      | Kerk en kerkonderdeel     | 17e eeuw                                                                |                                | Akenerstraat 12                                                | 50° 46' 8" NB, 6° 1' 20" OL   | 36602  | Meer afbeeldingen                                                 |
| Grenssteen met adelaar, van oudheidkundige waarde                                         | Grensafbakening           |                                                                         |                                | Akenerstraat, naast douanepost                                 | 50° 46' 8" NB, 6° 1' 24" OL   | 36603  | Grenssteen met adelaar, van oudheidkundige waarde                 |
| Herenhuis                                                                                 | Woonhuis                  | 1767 (ankerjaartal)                                                     |                                | Bergstraat 6                                                   | 50° 46' 9" NB, 6° 1' 13" OL   | 36604  | Meer afbeeldingen                                                 |
| Bakstenen hoeve met binnenplaats                                                          | Boerderij                 | 18e eeuw                                                                |                                | Bloemendalstraat 7                                             | 50° 46' 18" NB, 6° 1' 0" OL   | 36605  | Meer afbeeldingen                                                 |
| Vakwerkhuis                                                                               | Woonhuis                  | 18e eeuw                                                                |                                | Bloemendalstraat 4                                             | 50° 46' 17" NB, 6° 1' 1" OL   | 36606  | Meer afbeeldingen                                                 |
| Lutherse kerk                                                                             | Kerk en kerkonderdeel     | 1737                                                                    |                                | Von Clermontplein 1-11                                         | 50° 46' 13" NB, 6° 1' 10" OL  | 36608  | Meer afbeeldingen                                                 |
| Von Clermonthuis                                                                          | Woonhuis, fabriek         | 1765                                                                    | Joseph Moretti                 | Von Clermontplein 15                                           | 50° 46' 14" NB, 6° 1' 8" OL   | 36609  | Meer afbeeldingen                                                 |
| Gepleisterd rechthoekig huis                                                              | Woonhuis                  | derde kwart 19e eeuw                                                    |                                | Von Clermontplein 27                                           | 50° 46' 15" NB, 6° 1' 7" OL   | 36610  | Meer afbeeldingen                                                 |
| Herenhuis met twee woningen                                                               | Woonhuis                  | laatste kwart 18e eeuw                                                  |                                | Von Clermontplein 4                                            | 50° 46' 12" NB, 6° 1' 9" OL   | 36611  | Meer afbeeldingen                                                 |
| Herenhuis met voorgevel van vijf traveeën                                                 | Woonhuis                  | laatste kwart 18e eeuw                                                  |                                | Von Clermontplein 24                                           | 50° 46' 12" NB, 6° 1' 7" OL   | 36612  | Meer afbeeldingen                                                 |
| Huis Verves                                                                               | Woonhuis                  | tweede kwart 18e eeuw - midden 19e eeuw                                 |                                | Von Clermontplein 34                                           | 50° 46' 14" NB, 6° 1' 7" OL   | 36613  | Meer afbeeldingen                                                 |
| Huis                                                                                      | Woonhuis                  | 19e eeuw                                                                |                                | Von Clermontplein 42                                           | 50° 46' 15" NB, 6° 1' 7" OL   | 36614  | Huis                                                              |
| Huis                                                                                      | Woonhuis                  | 19e eeuw                                                                |                                | Von Clermontplein 44                                           | 50° 46' 15" NB, 6° 1' 6" OL   | 36615  | Huis                                                              |
| Huis                                                                                      | Woonhuis                  | 19e eeuw                                                                |                                | Von Clermontplein 46                                           | 50° 46' 15" NB, 6° 1' 6" OL   | 36616  | Meer afbeeldingen                                                 |
| Huis                                                                                      | Woonhuis                  | 19e eeuw                                                                |                                | Von Clermontplein 48                                           | 50° 46' 15" NB, 6° 1' 6" OL   | 36617  | Meer afbeeldingen                                                 |
| Huis                                                                                      | Woonhuis                  | 19e eeuw                                                                |                                | Von Clermontplein 50                                           | 50° 46' 15" NB, 6° 1' 5" OL   | 36618  | Meer afbeeldingen                                                 |
| Bakstenen huis met ingang en vensters in naamse steen                                     | Woonhuis                  | 18e-19e eeuw                                                            |                                | Kerkstraat 8                                                   | 50° 46' 14" NB, 6° 1' 24" OL  | 36619  | Meer afbeeldingen                                                 |
| St. Pauluskerk                                                                            | Kerk en kerkonderdeel     | 1893 (gewijd)                                                           | Johannes Kayser                | Kerkstraat 27                                                  | 50° 46' 13" NB, 6° 1' 21" OL  | 36620  | Meer afbeeldingen                                                 |
| Schatull: Bakstenen huis met verdieping en zadeldak                                       | Woonhuis                  | 1732 (ankers)                                                           |                                | Kerkstraat 72                                                  | 50° 46' 10" NB, 6° 1' 20" OL  | 36621  | Meer afbeeldingen                                                 |
| Hervormde pastorie                                                                        | Kerkelijke dienstwoning   | 1717                                                                    | Laurenz Mefferdatis            | Kerkstraat 41                                                  | 50° 46' 11" NB, 6° 1' 17" OL  | 36622  | Hervormde pastorie                                                |
| Toren van de vroegere parochiekerk, opgetrokken van ruwe zandsteenblokken, omstreeks 1300 | Kerk en kerkonderdeel     | ca. 1300                                                                |                                | Kerkstraat 47                                                  | 50° 46' 10" NB, 6° 1' 16" OL  | 36625  | Meer afbeeldingen                                                 |
| Hervormde kerk opgetrokken tegen de oude kerktoren                                        | Kerk en kerkonderdeel     | 1671 (kerk)                                                             | Pieter Post?                   | Kerkstraat 47I                                                 | 50° 46' 10" NB, 6° 1' 16" OL  | 36625  | Hervormde kerk opgetrokken tegen de oude kerktoren                |
| Gedeelte van het Huis Kirchfeld                                                           | Woonhuis                  | 1790                                                                    | Joseph Moretti                 | Koperstraat 4                                                  | 50° 46' 18" NB, 6° 1' 15" OL  | 36626  | Meer afbeeldingen                                                 |
| Gedeelte van het Huis Kirchfeld                                                           | Woonhuis                  | 1790                                                                    | Joseph Moretti                 | Koperstraat 6                                                  | 50° 46' 18" NB, 6° 1' 15" OL  | 36627  | Meer afbeeldingen                                                 |
| Herenhuis                                                                                 | Woonhuis                  | eerste kwart 19e eeuw                                                   |                                | Koperstraat 42                                                 | 50° 46' 13" NB, 6° 1' 12" OL  | 36628  | Meer afbeeldingen                                                 |
| Herenhuis                                                                                 | Woonhuis                  | eerste helft 19e eeuw                                                   |                                | Koperstraat 44                                                 | 50° 46' 12" NB, 6° 1' 12" OL  | 36629  | Meer afbeeldingen                                                 |
| Vakwerkhuis met verdieping en wolfsdak                                                    | Woonhuis                  | 18e eeuw                                                                |                                | Tentstraat 7                                                   | 50° 46' 8" NB, 6° 1' 13" OL   | 36630  | Meer afbeeldingen                                                 |
| Monumentaal gebouw van baksteen met twee verdiepingen                                     | Werk-woonhuis             | 18e eeuw                                                                |                                | Tentstraat 9                                                   | 50° 46' 8" NB, 6° 1' 13" OL   | 36631  | Meer afbeeldingen                                                 |
| Huis D'r Bau, opgetrokken als herenhuis met naaldenfabriek                                | Woonhuis                  | 1777                                                                    | Joseph Moretti (toeschrijving) | Tentstraat 53                                                  | 50° 46' 5" NB, 6° 1' 1" OL    | 36632  | Meer afbeeldingen                                                 |
| Cereshoeve                                                                                | Boerderij                 | eerste helft 18e eeuw                                                   |                                | Tentstraat 67                                                  | 50° 46' 6" NB, 6° 1' 0" OL    | 36633  | Meer afbeeldingen                                                 |
| Herenhuis behorend bij Cereshoeve                                                         | Woonhuis                  | eerste helft 18e eeuw                                                   |                                | Tentstraat 69                                                  | 50° 46' 5" NB, 6° 0' 60" OL   | 36634  | Meer afbeeldingen                                                 |
| Vakwerkhuis                                                                               | Boerderij                 | 19e eeuw                                                                |                                | Tentstraat 26                                                  | 50° 46' 7" NB, 6° 1' 13" OL   | 36635  | Meer afbeeldingen                                                 |
| Obelisk                                                                                   | Grensafbakening           | 1792                                                                    | Joseph Moretti?                | Beemderlaan tegenover 7                                        | 50° 46' 24" NB, 6° 1' 17" OL  | 36636  | Meer afbeeldingen                                                 |
| Grenssteen met adelaar                                                                    | Grensafbakening           |                                                                         |                                | aan de NL-DE-grens achter de Wilhelminatoren op de Vaalserberg | 50° 45' 43" NB, 6° 1' 7" OL   | 36638  | Meer afbeeldingen                                                 |
| Huis De Esch                                                                              | Woonhuis                  | 18e eeuw                                                                |                                | Eschberg 5                                                     | 50° 46' 10" NB, 6° 0' 11" OL  | 36701  | Meer afbeeldingen                                                 |
| De Weijerhof: hoeve van baksteen                                                          | Boerderij                 | 18e eeuw                                                                |                                | Weijerweg 2                                                    | 50° 46' 20" NB, 5° 59' 50" OL | 36717  | Meer afbeeldingen                                                 |
| Weijerhof: perceelsgedeelte onder een dak met het nr 2, onderdeel van hoeve               | Boerderij                 | 18e eeuw                                                                |                                | Weijerweg 3                                                    | 50° 46' 20" NB, 5° 59' 51" OL | 36718  | Meer afbeeldingen                                                 |
| Molen van Frankenhof / Frankenhofmolen of Volmolen                                        | Industrie- en poldermolen | 1736                                                                    |                                | Weijerweg 4                                                    | 50° 46' 26" NB, 5° 59' 50" OL | 36719  | Meer afbeeldingen                                                 |
| Grafkapel fam. Tyrell                                                                     | Kapel                     | eind 19e eeuw                                                           |                                | op begraafplaats aan Seffenterstraat                           | 50° 46' 24" NB, 6° 1' 33" OL  | 388516 | Meer afbeeldingen                                                 |
| Huis Bloemendal/Schloss Blumenthal                                                        | Kasteel, buitenplaats     | 18e/19e eeuw                                                            | Joseph Moretti e.a.            | Bloemendalstraat 26                                            | 50° 46' 22" NB, 6° 0' 47" OL  | 464972 | Meer afbeeldingen                                                 |
| Huis Bloemendal: Historische tuin- en parkaanleg                                          | Tuin, park en plantsoen   | einde 18e eeuw                                                          | Joseph Moretti                 | Bloemendalstraat bij 1                                         | 50° 46' 21" NB, 6° 0' 46" OL  | 464973 | Meer afbeeldingen                                                 |
| Huis Bloemendal: Hekpartij, balustrade en voormalige brug                                 | Tuin, park en plantsoen   | eind 18e eeuw - tweede helft 19e eeuw                                   |                                | Bloemendalstraat bij 26                                        | 50° 46' 21" NB, 6° 0' 46" OL  | 464974 | Meer afbeeldingen                                                 |
| Huis Bloemendal: Balustrade bij voormalige brug                                           | Tuin, park en plantsoen   | eind 18e eeuw of de 19e eeuw                                            |                                | Bloemendalstraat bij 26                                        | 50° 46' 22" NB, 6° 0' 47" OL  | 464975 | Meer afbeeldingen                                                 |
| Huis Bloemendal: Bakstenen muur                                                           | Tuin, park en plantsoen   | ca. 1848                                                                |                                | Bakstenen muur Bloemendalstraat                                | 50° 46' 21" NB, 6° 0' 46" OL  | 464976 | Meer afbeeldingen                                                 |
| Huis Bloemendal: Bordestrappen met keermuren, balustrades, pijlers en smeedijzeren poort  | Tuin, park en plantsoen   | eind 18e eeuw                                                           | Joseph Moretti                 | Bloemendalstraat bij 1                                         | 50° 46' 22" NB, 6° 0' 47" OL  | 464977 | Meer afbeeldingen                                                 |
| Huis Bloemendal: Bordestrappen met keermuur en voormalige fontein                         | Tuin, park en plantsoen   | eind 18e eeuw                                                           | Joseph Moretti                 | Bloemendalstraat bij 6                                         | 50° 46' 22" NB, 6° 0' 47" OL  | 464978 | Huis Bloemendal: Bordestrappen met keermuur en voormalige fontein |
| Huis Bloemendal: Waterput bij bordestrappen                                               | Tuin, park en plantsoen   | einde 18e eeuw                                                          | Joseph Moretti                 | Bloemendalstraat bij 6                                         | 50° 46' 21" NB, 6° 0' 46" OL  | 464979 | Meer afbeeldingen                                                 |
| Huis Bloemendal: Waterput bij tennisbaan                                                  | Gebouw                    | einde 18e eeuw                                                          | Joseph Moretti                 | Waterput bij tennisbaan Bloemendalstraat                       | 50° 46' 21" NB, 6° 0' 46" OL  | 464980 | Meer afbeeldingen                                                 |
| Huis Bloemendal: Maria-beeld                                                              | Gedenkteken               | tweede helft 19e eeuw                                                   |                                | Bloemendalstraat bij 4                                         | 50° 46' 21" NB, 6° 0' 46" OL  | 464981 | Meer afbeeldingen                                                 |
| Huis Bloemendal: Maria-beeld in nis op sokkel                                             | Gedenkteken               | ca. 1900                                                                |                                | Maria-beeld Bloemendalstraat                                   | 50° 46' 21" NB, 6° 0' 46" OL  | 464982 | Meer afbeeldingen                                                 |
| Huis Bloemendal: Bakstenen trap                                                           | Tuin, park en plantsoen   | tweede helft 19e eeuw                                                   |                                | Bloemendalstraat bij 5                                         | 50° 46' 21" NB, 6° 0' 46" OL  | 464983 | Meer afbeeldingen                                                 |
| Grafheuvel                                                                                | Archeologisch monument    | Neolithicum en/of Bronstijd                                             |                                | Vaalserberg                                                    | 50° 45' 24" NB, 6° 1' 9" OL   | 47150  | Meer afbeeldingen                                                 |
| Villa Helena                                                                              | Woonhuis                  | 1895-1905                                                               |                                | Maastrichterlaan 127                                           | 50° 46' 26" NB, 6° 0' 57" OL  | 491773 | Villa Helena                                                      |
| Postkantoor met bovenwoning                                                               | Overheidsgebouw           | 1906                                                                    |                                | Maastrichterlaan 29A                                           | 50° 46' 18" NB, 6° 1' 25" OL  | 491781 | Postkantoor met bovenwoning                                       |
| Braunhaus                                                                                 | Woonhuis                  | 1920-1921                                                               | M. Schrouff                    | Maastrichterlaan 123                                           | 50° 46' 25" NB, 6° 0' 58" OL  | 491788 | Braunhaus                                                         |
| Hotel-restaurant Aachener Hof                                                             | Horeca                    | 1903                                                                    |                                | Maastrichterlaan 104                                           | 50° 46' 22" NB, 6° 1' 6" OL   | 491795 | Meer afbeeldingen                                                 |
| Voormalig Kurhotel                                                                        | Horeca                    | 1875-1900                                                               |                                | Maastrichterlaan 58                                            | 50° 46' 19" NB, 6° 1' 16" OL  | 491803 | Meer afbeeldingen                                                 |
| Voormalige kursaal, halfvrijstaand in de wand van de Koperstraat                          | Welzijn, kunst en cultuur | 1875-1900                                                               |                                | Koperstraat 2A                                                 | 50° 46' 19" NB, 6° 1' 16" OL  | 491812 | Meer afbeeldingen                                                 |
| Douanepost "Kleng Wach"                                                                   | Overheidsgebouw           | 1850-1900                                                               |                                | Akenerstraat bij 2                                             | 50° 46' 8" NB, 6° 1' 24" OL   | 491820 | Meer afbeeldingen                                                 |
| Huize Hestia                                                                              | Woonhuis                  | 1905-1915                                                               |                                | Bosstraat 73                                                   | 50° 46' 11" NB, 6° 0' 57" OL  | 491826 | Huize Hestia                                                      |
| Kapel Camillianenklooster (thans Museum Vaals)                                            | Kapel                     | 1908                                                                    |                                | Eschberg 7                                                     | 50° 46' 9" NB, 6° 0' 11" OL   | 491833 | Meer afbeeldingen                                                 |
| Winkelwoonhuis                                                                            | Werk-woonhuis             | 1895-1905                                                               |                                | Lindenstraat 3                                                 | 50° 46' 15" NB, 6° 1' 21" OL  | 491851 | Meer afbeeldingen                                                 |
| Dubbel woonhuis met winkel                                                                | Werk-woonhuis             | 1895-1905                                                               |                                | Lindenstraat 9A-D                                              | 50° 46' 15" NB, 6° 1' 19" OL  | 491858 | Meer afbeeldingen                                                 |
| Dubbel woonhuis                                                                           | Woonhuis                  | 1895-1905                                                               |                                | Lindenstraat 13A-G                                             | 50° 46' 15" NB, 6° 1' 17" OL  | 491867 | Meer afbeeldingen                                                 |
| Vaalsbroek: hoofdobject                                                                   | Kasteel, buitenplaats     | 1761                                                                    | Joseph Moretti                 | Vaalsbroek 5                                                   | 50° 46' 3" NB, 5° 59' 39" OL  | 519852 | Meer afbeeldingen                                                 |
| Vaalsbroek: Parkaanleg                                                                    | Tuin, park en plantsoen   | derde kwart 18e eeuw                                                    | Joseph Moretti                 | Vaalsbroek bij 5                                               | 50° 46' 3" NB, 5° 59' 39" OL  | 519855 | Meer afbeeldingen                                                 |
| Vaalsbroek: Mausoleum van de familie Von Clermont                                         | Bijgebouwen kastelen enz. | 1788                                                                    | Joseph Moretti                 | Vaalsbroek bij 5                                               | 50° 45' 57" NB, 5° 59' 41" OL | 519863 | Meer afbeeldingen                                                 |
| Vaalsbroek: Watermolen                                                                    | Bijgebouwen kastelen enz. | derde kwart 18e eeuw                                                    |                                | Vaalsbroek bij 5                                               | 50° 46' 4" NB, 5° 59' 44" OL  | 519864 | Meer afbeeldingen                                                 |
| Vaalsbroek: Vakwerkschuur                                                                 | Bijgebouwen kastelen enz. | 18e eeuw                                                                |                                | Vaalsbroek bij 5                                               | 50° 46' 4" NB, 5° 59' 38" OL  | 519865 | Meer afbeeldingen                                                 |
| Vaalsbroek: 3 hekken                                                                      | Tuin, park en plantsoen   | derde kwart 18e eeuw                                                    | Joseph Moretti                 | Vaalsbroek bij 5                                               | 50° 46' 4" NB, 5° 59' 41" OL  | 519878 | Meer afbeeldingen                                                 |
| Vaalsbroek: Tuinornamenten                                                                | Tuin, park en plantsoen   | 18e eeuw (sokkels) laatste kwart 18e eeuw (voetstuk) ca. 1900 (hekwerk) | Joseph Moretti e.a.            | Vaalsbroek bij 5                                               | 50° 45' 60" NB, 5° 59' 34" OL | 519879 | Meer afbeeldingen                                                 |
| Drie stuwvijvers met bijbehorende sluisjes en duikers                                     | Waterkering en -doorlaat  |                                                                         |                                | Weijerweg bij 4                                                | 50° 46' 19" NB, 5° 59' 47" OL | 527743 | Drie stuwvijvers met bijbehorende sluisjes en duikers             |
| Sluisje in de Zieversbeek                                                                 | Waterkering en -doorlaat  |                                                                         |                                | Weijerweg bij 4                                                | 50° 46' 21" NB, 5° 59' 49" OL | 527744 | Sluisje in de Zieversbeek                                         |